# A.J. Pierzynski
Anthony John „A. J.“ Pierzynski (* 30. Dezember 1976 in Bridgehampton, New York) ist ein US-amerikanischer Major League Baseball-Catcher, der für die Atlanta Braves spielt. Davor spielte Pierzynski bei den Minnesota Twins (1998–2003), den San Francisco Giants (2004), den Chicago White Sox (2005–2012), den Texas Rangers (2013), den Boston Red Sox (2014) und den St. Louis Cardinals (2014).

## Biografie

### Minnesota Twins
Pierzynski machte 1994 seinen High-School-Abschluss und unterschrieb eine Absichtserklärung, für die Universität von Tennessee Baseball zu spielen. Gleichzeitig wurde er von den Minnesota Twins in der dritten Runde des MLB Draft 1993 ausgewählt. Er unterschrieb bei den Twins und spielte für sie in verschiedenen Farmteams der Minor Leagues.
Am 9. September 1998, im Alter von 22 Jahren, gab er sein Debüt in der Major League. Jedoch absolvierte er von 1998 bis 2002 nur 49 Spiele für die Twins. 2002 wurde er als Reservecatcher in das All Star Team der American League gewählt.
Im letzten Spiel der AL Division Series gegen die Oakland Athletics schlug er den entscheidenden 2-Run-Homerun im letzten Inning für den 5-4 Gewinn des Spiels und damit der gesamten Division Series.
2003 hatte Pierzynski einen Schlagdurchschnitt (Batting average) von .312, den Besten seiner Karriere.

### San Francisco Giants
2004 spielte Pierzynski für die San Francisco Giants. Hier hatte er einen Batting average von .272 mit elf Home Runs und 77 RBIs.

### Chicago White Sox
Am 6. Januar 2005 unterschrieb Pierzynski einen Vertrag bei den Chicago White Sox.
Pierzynski sorgte am 12. Oktober 2005 für einen umstrittenen Spielzug im 2. Spiel der AL Championship Series gegen die Los Angeles Angels of Anaheim. Bei einem Spielstand von 1:1 am Ende des 9. Innings verfehlte Pierzynski bei zwei „Aus“ und einem Count von 2 Strikes den Wurf, was den dritten Strike und damit das Ende des Innings bedeutet hätte. Der Catcher der Angels rollte den Ball zurück zum Mound und verließ das Spielfeld. Pierzynski realisierte, dass der Umpire zwar den 3. Strike erkannte, ihn aber nicht „Aus“ gab. Daraufhin begab sich Pierzynski zur ersten Base und wurde „Safe“ gegeben. Der Umpire entschied, dass der Ball vor dem Fangen des Catchers den Boden berührt hätte und dadurch die Regel des Uncaught Third Strike (deutsch: Nicht gefangener dritter Strike) zur Anwendung kam.
Pablo Ozuna ersetzte Pierzynski als Baserunner. Dieser stahl die 2. Base und konnte drei Pitches später durch ein Double von Joe Crede den entscheidenden Punkt zum Gewinn des Spiels erzielen.
2006 war Pierzynski einer von fünf Spielern, die für die öffentliche Wahl des All-Star-Teams der American League nominiert worden. Daraufhin organisierten die Chicago White Sox eine Kampagne mit dem Slogan „Punch A.J.“ (deutsch: „Schlag A.J.“). Pierzynski erhielt daraufhin 3,6 Mio. Stimmen, die meisten, die je ein Spieler der American League bei dieser Wahl erhielt.
Die „Punch A.J.“-Kampagne wurde durch einen Vorfall inspiriert, der sich am 20. Mai 2006 zwischen Pierzynski und dem Chicago Cubs Catcher Michael Barrett ereignete und der symptomatisch für die anhaltende Rivalität der beiden Chicagoer Baseballclubs, den Cubs und den White Sox, ist. Nach einem Flyout versuchte Pierzynski vom 3. Base aus zu punkten. Auf der Homeplate kollidierte er aber mit Barrett. Nachdem Barret aufgestanden war, schlug er Pierzynski ins Gesicht. Nach einer Schlägerei zwischen mehreren Spielern wurden Pierzynski, Barrett, White Sox Outfielder Brian Anderson und Cubs First Baseman John Mabry des Platzes verwiesen.
Pierzynski war Catcher bei Mark Buehrles No-Hitter am 18. April 2007, sowie bei Philip Humbers Perfect Game am 21. April 2012 gegen die Seattle Mariners.
Pierzynski verlängerte seinen Vertrag nach der Saison 2010 um weitere 2 Jahre.
2012 schlug Pierzynski fünf Home Runs in fünf aufeinander folgenden Spielen. Er ist damit der sechste Spieler der White Sox, dem dies gelang.
Am 13. Juni 2012 wurde Pierzynski als der am meisten gehasste Spieler in der Major League Baseball bewertet.